# Місцеві вибори в Черкаській області 2020
Місцеві вибори в Черкаській області 2020 — це вибори депутатів Черкаської обласної ради, депутатів 4 районних рад, депутатів 50 сільських і селищних рад, депутатів 16 міських рад та сільських, селищних і міських голів, що відбувалися 25 жовтня 2020 року в рамках проведення місцевих виборів в Україні.

## Вибори до Черкаської обласної ради
Для виборів до обласної ради ЦВК утворила 7 територіальних виборчих округів. Було зареєстровано 743 кандидатів за 15 виборчими списками. Обрано 64 депутати.

### Учасники
| Назва партії                           | Кількість кандидатів | Перша п'ятірка кандидатів | Кількість отриманих голосів | Кількість обраних депутатів |
| -------------------------------------- | -------------------- | --- | --------------------------- | --------------------------- |
| Партія ветеранів Афганістану           | 64                   | Якимчук Сергій Петрович, Антонюк Олександр Васильович, Булка Лариса Павлівна, Дегтерьов Сергій Володимирович, Янчук Ольга Миколаївна                 | 7650                        | 0                           |
| Всеукраїнське об'єднання «Батьківщина» | 64                   | Тренкін Юрій Васильович, Мушієк Михайло Григорович, Чен Віталій Єн-Ханович, Кравцова Наталія Олегівна, Волоча Тетяна Валентинівна                    | 24057                       | 7                           |
| Всеукраїнське об'єднання «Свобода»     | 40                   | Лошков Олександр Геннадійович, Ковбоша Оксана Романівна, Тяско Діана Володимирівна, Гамалій Юрій Андрійович, Сорочан Максим Анатолійович             | 7558                        | 0                           |
| Всеукраїнське об'єднання «Черкащани»   | 58                   | Підгорний Анатолій Вікторович, Воскобойнік Олександр Анатолійович, Куліков Володимир Віталійович, Волгіна Світлана Іванівна, Топчій Ірина Вікторівна | 67002                       | 18                          |
| Голос                                  | 36                   | Шмиголь Сергій Олегович, Царук Павло Михайлович, Лихолай Анатолій Дмитрович, Шинкарьова Валерія Сергіївна, Цапенко Світлана Костянтинівна            | 8478                        | 0                           |
| Європейська Солідарність               | 49                   | Сущенко Роман Володимирович, Коваль Віталій Володимирович, Качан Наталія Георгіївна, Циганок Оксана Анатоліївна, Погорілий Віктор Григорович         | 33461                       | 9                           |
| За Майбутнє                            | 56                   | Яценко Антон Володимирович, Вельбівець Олександр Іванович, Курбет Євгеній Олександрович, Руда Наталія Сергіївна, Бондаренко Валерія Олександрівна    | 42663                       | 12                          |
| Команда Сергія Рудика. Час змін!       | 41                   | Рудик Сергій Ярославович, Рудик Костянтин Іванович, Далібожак Валентина Миколаївна, Коверський Анатолій Миколайович, Коваленко Тетяна Іванівна       | 14036                       | 0                           |
| Наш край                               | 55                   | Звіряка Олексій Михайлович, Синявська Лариса Іванівна, Косенко Роман Валерійович, Каплун Валерій Миколайович, Брильова Галина Володимирівна          | 9066                        | 0                           |
| Об'єднання «Самопоміч»                 | 46                   | Савенко Олександр Сергійович, Стуженко Анатолій Ілліч, Височин Валентина Вікторівна, Поліщук Василь Васильович, Грицай Вікторія Борисівна            | 7579                        | 0                           |
| Опозиційна платформа — За життя        | 37                   | Доманський Володимир Миколайович, Помченко Олег Вікторович, Коцур Юрій Никифорович, Сущенко Людмила Миколаївна, Калініченко Катерина Сергіївна       | 19686                       | 6                           |
| Пропозиція                             | 61                   | Кучер Галина Михайлівна, Пальчак Юрій Євгенович, Миколенко Ірина Олександрівна, Колесниченко Олександр Володимирович, Мельничук Лідія Миколаївна     | 6278                        | 0                           |
| Радикальна партія Олега Ляшка          | 56                   | Корнієнко Олександр Васильович, Коломієць Станіслав Анатолійович, Черватюк Неля Миколаївна, Громовий Юрій Григорович, Ніколаєва Анна Ігорівна        | 9164                        | 0                           |
| Сила і честь                           | 36                   | Боєчко Владислав Федорович, Воєвода Юлія Володимирівна, Щербина Сергій Сергійович, Шарапа Людмила Володимирівна, Іщенко Олег Миколайович             | 10869                       | 0                           |
| Слуга народу                           | 44                   | Лісовий Сергій Миколайович, Ніжніков Володимир Миколайович, Ковальчук Діна Василівна, Добрянська Інна Іванівна, Куклін Олег Володимирович            | 45338                       | 12                          |

## Вибори до районних рад
Особливості виборів 2020 року полягають в тому, що вперше вибори до районних рад відбуваються за адміністративно-територіальним устроєм, встановленим 17 червня 2020 року. Відповідно до нього в Черкаській області сформовано 4 райони.
| Назва районної ради | Кількість депутатів ради | Кількість кандидатів | Кількість партій |
| ------------------- | ------------------------ | -------------------- | ---------------- |
| Звенигородська      | 42                       | 261                  | 8                |
| Золотоніська        | 42                       | 311                  | 10               |
| Уманська            | 42                       | 337                  | 11               |
| Черкаська           | 54                       | 495                  | 14               |

### Звенигородська районна рада
За результатами виборів у районній раді будуть представлені депутати від 7 партій:
| Політична партія                | Набрано голосів | Кількість мандатів |
| ------------------------------- | --------------- | ------------------ |
| ВО «Батьківщина»                | 8500            | 6                  |
| За Майбутнє                     | 6378            | 5                  |
| Європейська Солідарність        | 7823            | 6                  |
| Опозиційна платформа — За життя | 3822            | 3                  |
| Радикальна партія Олега Ляшка   | 3784            | 3                  |
| Сила і честь                    | 2129            | 0                  |
| Слуга народу                    | 8282            | 6                  |
| ВО «Черкащани»                  | 20039           | 13                 |

### Золотоніська районна рада
За результатами виборів у районній раді будуть представлені депутати від 7 партій:
| Політична партія                | Набрано голосів | Кількість мандатів |
| ------------------------------- | --------------- | ------------------ |
| Аграрна партія України          | 5412            | 6                  |
| ВО «Батьківщина»                | 5693            | 6                  |
| За Майбутнє                     | 2858            | 4                  |
| Європейська Солідарність        | 3862            | 5                  |
| Опозиційна платформа — За життя | 2770            | 4                  |
| Об'єднання «Самопоміч»          | 1306            | 0                  |
| ВО «Свобода»                    | 1108            | 0                  |
| Сила і честь                    | 1808            | 0                  |
| Слуга народу                    | 6129            | 7                  |
| ВО «Черкащани»                  | 8818            | 10                 |

### Уманська районна рада
За результатами виборів у районній раді будуть представлені депутати від 8 партій.
| Політична партія                 | Набрано голосів | Кількість мандатів |
| -------------------------------- | --------------- | ------------------ |
| ВО «Батьківщина»                 | 6379            | 4                  |
| За Майбутнє                      | 15201           | 9                  |
| Європейська Солідарність         | 8971            | 6                  |
| Команда Сергія Рудика. Час змін! | 1182            | 0                  |
| Наш край                         | 1213            | 0                  |
| Опозиційна платформа — За життя  | 4975            | 4                  |
| Пропозиція                       | 4817            | 4                  |
| Об'єднання «Самопоміч»           | 2068            | 0                  |
| Сила і честь                     | 4519            | 3                  |
| Слуга народу                     | 11176           | 7                  |
| ВО «Черкащани»                   | 6781            | 5                  |

### Черкаська районна рада
За результатами виборів у районній раді будуть представлені депутати від 10 партій.
| Політична партія                 | Набрано голосів | Кількість мандатів |
| -------------------------------- | --------------- | ------------------ |
| ВО «Батьківщина»                 | 10169           | 5                  |
| Голос                            | 8205            | 4                  |
| За Майбутнє                      | 12192           | 5                  |
| Європейська Солідарність         | 17593           | 7                  |
| Команда Сергія Рудика. Час змін! | 7734            | 4                  |
| Наш край                         | 3760            | 0                  |
| Національний корпус              | 5333            | 0                  |
| Опозиційна платформа — За життя  | 13317           | 6                  |
| Партія вільних демократів        | 3928            | 0                  |
| Радикальна партія Олега Ляшка    | 8091            | 4                  |
| Об'єднання «Самопоміч»           | 3237            | 0                  |
| Сила і честь                     | 4710            | 0                  |
| Слуга народу                     | 25492           | 10                 |
| ВО «Черкащани»                   | 21850           | 9                  |

## Вибори міських рад та їх голів
Вибори міських голів відбулися у 16 міських радах області. За даними ЦВК, на ці посади зареєстровано 152 кандидати.

### Ватутінська міська рада
Кількість депутатів, що мають бути обрані до Ватутінської міської ради — 26. Зареєстровано 222 кандидати від 10 політичних партій.
На посаду міського голови зареєстровано 9 кандидатів. Мером обрано самовисуванця Заборовця Олександра Анатолійовича, який отримав 36,19 % голосів.

### Городищенська міська рада
Кількість депутатів, що мають бути обрані до Городищенської міської ради — 26. Зареєстровано 276 кандидатів від 11 політичних партій.
На посаду міського голови зареєстровано 19 кандидатів. Мером обрано самовисуванця Мирошника Володимира Петровича, який отримав 21,02 % голосів.

### Жашківська міська рада
Кількість депутатів, що мають бути обрані до Жашківської міської ради — 26. Зареєстровано 297 кандидатів від 12 політичних партій.
На посаду міського голови зареєстровано 5 кандидатів.
Мером переобрано самовисуванця Цибровського Ігоря Андрійовича, який отримав 81,33 % голосів.

### Звенигородська міська рада
Кількість депутатів, що мають бути обрані до Звенигородської міської ради — 26. Зареєстровано 278 кандидатів від 12 політичних партій.
На посаду міського голови зареєстровано 6 кандидатів. Мером переобрано самовисуванця Саєнка Олександра Яковича, який отримав 47,46 % голосів.

### Золотоніська міська рада
Кількість депутатів, що мають бути обрані до Золотоніської міської ради — 26. Зареєстровано 230 кандидатів від 10 політичних партій.
На посаду міського голови зареєстровано 7 кандидатів. Мером переобрано члена партії «Слуга народу» Войцехівського Віталія Олександровича, який отримав 55,67 % голосів

### Кам'янська міська рада
Кількість депутатів, що мають бути обрані до Городищенської міської ради — 26. Зареєстровано 264 кандидати від 11 політичних партій.
На посаду міського голови зареєстровано 2 кандидати. Мером обрано члена партії «Пропозиція» Тірона Володимира Івановича, який отримав 72,95 % голосів.

### Канівська міська рада
Кількість депутатів, що мають бути обрані до Кам'янської міської ради — 26. Зареєстровано 276 кандидатів від 11 політичних партій.
На посаду міського голови зареєстровано 8 кандидатів. Мером переобрано члена партії «За майбутнє» Ренькаса Ігора Олександровича.
| Прізвище кандидата             | Політична партія                   | Набрано голосів | Відсоток |
| ------------------------------ | ---------------------------------- | --------------- | -------- |
| Бовшик Микола Юрійович         | Самовисування                      | 218             | 2,79     |
| Верба Ірина Анатоліївна        | Слуга народу                       | 1003            | 12,85    |
| Засенко Сергій Петрович        | Всеукраїнське об'єднання «Свобода» | 303             | 3,88     |
| Огороднік Віктор Володимирович | Опозиційна платформа — За життя    | 461             | 5,9      |
| Підгайний Юрій Васильович      | Самовисування                      | 941             | 12,05    |
| Ренькас Ігор Олександрович     | За Майбутнє                        | 3087            | 39,55    |
| Сухобрус Ігор Володимирович    | Наш край                           | 160             | 2,05     |
| Хоменко Віктор Миколайович     | Європейська Солідарність           | 1631            | 20,89    |

### Корсунь-Шевченківська міська рада
Кількість депутатів, що мають бути обрані до Корсунь-Шевченківської міської ради — 26. Зареєстровано 364 кандидатів від 16 політичних партій.
На посаду міського голови зареєстровано 10 кандидатів. Мером обрано члена партії «Самоврядна Українська Держава» Березового Миколу Ігоровича, який отримав 19,38 % голосів.

### Монастирищенська міська рада
Кількість депутатів, що мають бути обрані до Монастирищенської міської ради — 26. Зареєстровано 341 кандидат від 14 політичних партій.
На посаду міського голови зареєстровано 9 кандидатів. Мером обрано самовисуванця Тищенка Олександра Михайловича, який набрав 21,19 % голосів.

### Смілянська міська рада
Кількість депутатів, що мають бути обрані до Смілянської міської ради — 34. Зареєстровано 423 кандидати від 16 політичних партій.
На посаду міського голови зареєстровано 13 кандидатів. Мером обрано члена партії «Слуга народу» Ананка Сергія Васильовича, який отримав 52,71 % голосів.

### Тальнівська міська рада
Кількість депутатів, що мають бути обрані до Тальнівської міської ради — 26. Зареєстровано 321 кандидат від 13 політичних партій.
На посаду міського голови зареєстровано 12 кандидатів. Мером обрано члена партії «ВО Черкащани» Сідька Василя Петровича, який отримав 20,81 % голосів.

### Уманська міська рада
Кількість депутатів, що мають бути обрані до Уманської міської ради — 38. Зареєстровано 261 кандидат від 10 політичних партій.
На посаду міського голови зареєстровано 14 кандидатів. Мером обрано Ірину Плетньову.
| Прізвище кандидата                                                           | Політична партія                       | Набрано голосів | Відсоток |
| ---------------------------------------------------------------------------- | -------------------------------------- | --------------- | -------- |
| Алексєєв Сергій Юрійович                                                     | Самовисування                          | 775             | 4,24     |
| Атаманчук Юрій Миколайович                                                   | Самовисування                          | 90              | 0,49     |
| Дикун Андрій Євгенович                                                       | Слуга народу                           | 3837            | 21,03    |
| Зубкова Наталія Андріївна                                                    | Самовисування                          | 117             | 0,64     |
| Котвіцький Антон Анатолійович                                                | Опозиційна платформа — За життя        | 337             | 1,84     |
| Плетньова Ірина Григорівна                                                   | За Майбутнє                            | 6074            | 33,3     |
| Цебрій Олександр Васильович (до 17.07.2020 Берчук Василь Васильович)         | Самовисування                          | 263             | 1,44     |
| Цебрій Олександр Володимирович (до 09.06.2020 Чалапчій Андрій Володимирович) | Самовисування                          | 106             | 0,58     |
| Цебрій Олександр Володимирович                                               | Пропозиція                             | 4156            | 22,78    |
| Цімоха Ростислав Русланович                                                  | Команда Сергія Рудика. Час змін!       | 238             | 1,3      |
| Чайка Сергій Сергійович                                                      | Самовисування                          | 143             | 0,78     |
| Чепка Ольга Володимирівна                                                    | Всеукраїнське об'єднання «Батьківщина» | 735             | 4,03     |
| Школенко Віталій Анатолійович                                                | Самовисування                          | 365             | 2,0      |
| Яремчук Сергій Петрович                                                      | Всеукраїнське об'єднання «Свобода»     | 509             | 2,79     |

### Христинівська міська рада
Кількість депутатів, що мають бути обрані до Христинівської міської ради — 26. Зареєстровано 319 кандидатів від 13 політичних партій.
На посаду міського голови зареєстровано 6 кандидатів. Мером переобрано члена партії «За майбутнє» Наконечного Миколу Миколайовича, який отримав 53,03 % голосів.

### Черкаська міська рада
Кількість депутатів, що мають бути обрані до Черкаської міської ради — 42. Зареєстровано 737 кандидатів від 20 політичних партій.

#### I тур
На посаду міського голови зареєстровано 13 кандидатів. У першому турі голоси розподілились наступним чином:
| Прізвище кандидата               | Політична партія                     | Набрано голосів | Відсоток |
| -------------------------------- | ------------------------------------ | --------------- | -------- |
| Бондаренко Анатолій Васильович   | За Майбутнє                          | 24179           | 37,6     |
| Воронов Сергій Павлович          | Всеукраїнське об'єднання «Свобода»   | 937             | 1,46     |
| Євпак Віктор Миколайович         | Голос                                | 12311           | 19,14    |
| Згіблов Олександр Георгійович    | Партія вільних демократів            | 1775            | 2,76     |
| Ільченко Віталій Володимирович   | Слуга народу                         | 7223            | 11,23    |
| Кудактін Сергій Вікторович       | Європейська Солідарність             | 4654            | 7,24     |
| Кухарчук Дмитро Васильович       | Національний корпус                  | 2138            | 3,32     |
| Литвин Олександр Миколайович     | Ошукані українці                     | 262             | 0,41     |
| Макеєв Валерій Федорович         | Пропозиція                           | 1526            | 2,37     |
| Нужний Анатолій Анатолійович     | Наш край                             | 962             | 1,5      |
| Погостінська Юлія Олександрівна  | Опозиційна платформа — За життя      | 2178            | 3,39     |
| Пустовар Владислав Володимирович | Всеукраїнське об'єднання «Черкащани» | 4136            | 6,43     |
| Філіпенко Павло Сергійович       | Перемога Пальчевського               | 771             | 1,2      |

#### II тур
| Кандидат                               | %       | Голосів |
| -------------------------------------- | ------- | ------- |
| 1. Анатолій Бондаренко («За майбутнє») | 54,33 % | 30 073  |
| 2. Віктор Євпак («Голос»)              | 44,14 % | 24 431  |

### Чигиринська міська рада
Кількість депутатів, що мають бути обрані до Чигиринської міської ради — 26. Зареєстровано 321 кандидат від 13 політичних партій. Обрані депутати.
На посаду міського голови зареєстровано 10 кандидатів. Мером обрано члена партії «Слуга народу» Харченка Віктора Анатолійовича, який отримав 25,87 % голосів.

### Шполянська міська рада
Кількість депутатів, що мають бути обрані до Шполянської міської ради — 26. Зареєстровано 189 кандидатів від 9 політичних партій.
На посаду міського голови зареєстровано 8 кандидатів. Мером обрано члена партії «ВО Черкащани» Кравченка Сергія Володимировича, який отримав 76,8 % голосів.